# Parlamento da Groenlândia
O Parlamento da Groenlândia (português brasileiro) ou Gronelândia (português europeu) (groenlandês: Inatsisartut e dinamarquês: Landsting) é o órgão legislativo da Groenlândia, uma região autónoma da Dinamarca.
Tem 31 lugares, ocupados pelos políticos  eleitos por sufrágio universal e direto em eleições regionais, realizadas no máximo de quatro em quatro anos.

## Partidos representados no Parlamento da Gronelândia
As Eleições regionais na Gronelândia em 2025 conduziram à seguinte representação parlamentar:

| Partido                                  | Ideologia                          | Número de assentos |
| ---------------------------------------- | ---------------------------------- | ------------------ |
| Democratas Demokraatit/Demokraterne      | Social-liberalismo - Autonomismo   | 10                 |
| Partido Naleraq Partii Naleraq           | Centrismo – Independentismo        | 8                  |
| Partido do Povo Inuíte Inuit Ataqatigiit | Esquerda - Independentismo         | 7                  |
| Avante Siumut                            | Social-democracia – Autonomismo    | 4                  |
| Partido da Comunidade Atassut            | Social-conservatismo - Autonomismo | 2                  |